# Monitorização da glicemia
A monitorização da glicemia está relacionada com o uso de um medidor de glicose para testar a concentração de glicose no sangue (glicemia). Avaliar o nível de glicose no sangue é particularmente importante no controlo da diabetes. Este teste é normalmente realizado perfurando a pele, usualmente por picada no dedo, para recolher uma amostra de sangue e, em seguida, aplicando o sangue numa tira de teste descartável e quimicamente ativa. Outra opção é a utilização de um aparelho para a monitorização contínua da glicose (MCG). Diferentes fabricantes usam diferentes tecnologias, mas a maioria destes sistemas mede um parâmetro elétrico e utiliza-o para determinar o nível de glicose no sangue. Os métodos de picada na pele medem a glicose no sangue capilar, enquanto a MCG correlaciona o nível de glicose no líquido intersticial com o nível de glicose no sangue. As medições podem ser realizadas após jejum ou em intervalos aleatórios sem jejum, cada um dos quais informa o diagnóstico ou a monitorização de maneiras diferentes.
Os profissionais de saúde aconselham os pacientes com diabetes mellitus sobre o regime de monitorização mais adequado para a sua condição, sendo que a maioria das pessoas com diabetes tipo 2 faz o teste pelo menos uma vez por dia. A Mayo Clinic recomenda que os diabéticos que usam insulina (todos os diabéticos tipo 1 e muitos diabéticos tipo 2) testem o seu nível de açúcar no sangue com mais frequência (4 a 8 vezes por dia para diabéticos tipo 1, 2 ou mais vezes por dia para diabéticos tipo 2) para avaliar a eficácia da dose anterior de insulina que tomaram e para ajudar a determinar a próxima dose de insulina.

## Finalidade
A monitorização da glicemia revela padrões individuais de alterações no nível de glicose no sangue e ajuda no planeamento de refeições, atividades e nos horários de toma de medicamentos. Além disso, esta monitorização permite uma resposta rápida em caso de níveis altos (hiperglicemia) ou níveis baixos de açúcar no sangue (hipoglicemia) e ajuda nas prescrições dos médicos em termos de ajustes na dieta, exercício físico e insulina.

## Medidores de glicemia
Um medidor de glicemia é um dispositivo eletrónico utilizado para medir o nível de glicose no sangue. Uma gota relativamente pequena de sangue é colocada numa tira de teste descartável, que por sua vez é colocada num medidor digital e, após alguns segundos, revela o nível de glicose no sangue através do ecrã deste aparelho. Devido à necessidade de utilizar apenas uma pequena gota de sangue, o tempo e o esforço necessários para este teste são reduzidos e a adesão dos diabéticos a este regime de monitorização é significativamente assegurada. Deste modo, estes aparelhos apresentam uma boa relação custo-benefício em relação aos custos médicos provocados pelas complicações do diabetes.
Avanços recentes incluem:
- teste de local alternativo - utilização de gotas de sangue de outros locais que não as pontas dos dedos, geralmente da palma da mão ou do antebraço. Este teste de local alternativo usa as mesmas tiras de teste e medidor, é praticamente indolor e dá às pontas dos dedos uma pausa necessária quando estas ficam doloridas. A desvantagem desta técnica é que geralmente existe menos fluxo sanguíneo nestes locais alternativos, o que impede que a leitura seja precisa quando o nível de açúcar no sangue está em mudança.
- sistemas sem codificação. Os sistemas mais antigos exigiam a codificação das tiras para o medidor. Esta característica implicava o risco de codificação incorreta que pode levar a resultados imprecisos. Duas novas abordagens resultaram em sistemas que não requerem codificação: sistemas auto-codificados, onde tecnologia é utilizada para codificar cada faixa para o medidor; e sistemas de código único, onde o medidor é fabricado com um código único, evitando assim o risco de erros de codificação.
- sistemas multi-teste. Alguns sistemas usam um cartucho ou disco contendo várias tiras de teste. Estes sistemas têm a vantagem de evitar que o utilizador necessite de colocar tiras individuais cada vez que usa o medidor, o que é conveniente e permite uma testagem mais rápida.
- medidores que permitem o download de informação. A maioria dos sistemas mais recentes contem software que permite ao utilizador fazer download dos resultados do medidor para um computador. Estas informações podem ser usadas, juntamente com a orientação de um profissional de saúde, para melhorar o controlo da diabetes. Estes medidores geralmente requerem um cabo de conexão, a menos que sejam concebidos para funcionar sem fio e ligados a uma bomba de insulina, são concebidos para serem conectados diretamente ao computador ou usam uma conexão sem fios (bluetooth ou infravermelhos, por exemplo).

## Monitorização contínua da glicose (MCG)
Um medidor contínuo de glicose determina os níveis de glicemia continuamente (a cada poucos minutos). Um sistema típico contém os seguintes componentes:
- um sensor de glicose descartável, colocado logo abaixo da pele, que é usado por alguns dias até a sua substituição
- uma conexão do sensor para um transmissor não implantado, que comunica com um recetor de rádio
- um recetor eletrónico, que é usado como um pager (ou bomba de insulina) que exibe os níveis de glicose, com atualizações quase contínuas, e monitoriza tendências crescentes e decrescentes nestes valores.

Os medidores contínuos de glicose medem a concentração de glicose numa amostra de fluido intersticial. Entre as desvantagens relacionadas com estes sistemas encontram-se as seguintes:
- os sistemas contínuos têm de ser calibrados com uma medição tradicional de glicose no sangue (usando a tecnologia atual) e, portanto, ocasionalmente requerem a utilização da "picada no dedo"
- os níveis de glicose no líquido intersticial encontram-se desfasados em relação aos valores de glicose no sangue

Deste modo, os pacientes requerem medições tradicionais por picada no dedo para calibração (normalmente duas vezes por dia) e geralmente são aconselhados a usar medições por picada no dedo para confirmar hipo ou hiperglicemia antes de tomar medidas corretivas.
O tempo de atraso mencionado num dos pontos acima está relatado em cerca de 5 minutos. Curiosamente, alguns utilizadores destes sistemas relatam tempos de atraso de até 10 a 15 minutos. Este tempo de atraso é insignificante quando os níveis de açúcar no sangue são relativamente consistentes. No entanto, os níveis de açúcar no sangue, quando mudam rapidamente, podem ser lidos por um sistema MCG como estando na faixa normal, quando na realidade o paciente já está a apresentar sintomas relacionados com valores de glicemia fora do normal e que podem necessitar de tratamento. Os pacientes que usam sistemas MCG são, portanto, aconselhados a considerar o valor absoluto do nível de glicose no sangue fornecido por este sistema, bem como qualquer alteração na tendência destes valores. Por exemplo, um paciente com uma glicemia de 100 mg/dl no mostrador do seu sistema CGM pode não tomar nenhuma ação se a sua glicemia for consistente durante várias leituras, enquanto um paciente com o mesmo nível de glicemia, mas cuja glicemia tem vindo a cair abruptamente num curto período de tempo, pode ser aconselhado a realizar um teste de picada no dedo para verificar se se encontra em hipoglicemia.
A monitorização contínua permite examinar como o nível de glicose no sangue reage à insulina, exercício físico, alimentação e outros fatores. Estes dados adicionais podem ser úteis para definir as proporções corretas de dosagem de insulina adequadas à ingestão de alimentos do paciente e para corrigir situações de hiperglicemia. A monitorização durante os períodos em que os níveis de glicose no sangue normalmente não são verificados (por exemplo, durante a noite) pode ajudar a identificar problemas na dosagem de insulina (como por exemplo nos níveis basais para utilizadores de bombas de insulina ou nos níveis de insulina de ação prolongada para pacientes que tomam injeções). Os medidores também podem ser equipados com alarmes para alertar os pacientes em relação a episódios de hiperglicemia ou hipoglicemia, de modo a que o paciente possa tomar ações corretivas (após o teste de picada no dedo, se necessário), mesmo nos casos em que este não sente sintomas de nenhuma das duas condições. Embora a tecnologia tenha as suas limitações, vários estudos têm demonstrado que pacientes com sensores contínuos apresentam um número menor de eventos hiperglicémicos e hipoglicémicos, uma redução dos seus níveis de hemoglobina glicada e uma diminuição na variabilidade glicemica. Adicionalmente, quando comparado com o teste intermitente, é provável que este sistema ajude a reduzir as complicações hipertensas durante a gravidez.
Os princípios, história e desenvolvimentos recentes no campo de biossensores eletroquímicos de glicose são discutidos num artigo de revisão escrito por Joseph Wang.

### Monitorização contínua da glicose nos Estados Unidos da América
A monitorização contínua da glicemia não é automaticamente coberta pelos seguros de saúde nos Estados Unidos da América da mesma forma que a maioria dos outros suplementos para diabéticos são cobertos (por exemplo, suplementos padrão para testes de glicose, insulina e bombas de insulina). No entanto, um número crescente de companhias de seguros cobre alguns suplementos de monitorização contínua de glicose (recetores e sensores descartáveis) consoante o caso, se o paciente e o médico mostrarem uma necessidade específica para a utilização deste método. A falta de cobertura de seguro é agravada pelo fato de que os sensores descartáveis devem ser substituídos com frequência. Alguns sensores foram aprovados pela U.S. Food and Drug Administration (FDA) para uma utilização de 3 ou 7 dias (embora alguns pacientes usem sensores por mais tempo do que o período recomendado). Do mesmo modo, os medidores recetores também têm vida útil limitada (6 meses e no máximo não mais de 2 anos). Este fator tem sido então bastante importante na lenta aceitação da utilização destes sensores que têm sido comercializados nos Estados Unidos.

## Bio-implantes de deteção de glicose
Estudos científicos sobre a utilização de tiras de teste têm mostrado que a auto-lesão necessária para realizar este teste atua como uma barreira psicológica que restringe os pacientes no controlo suficiente da glicose. Como resultado, doenças secundárias são causadas por níveis excessivos de glicose. Deste modo, uma melhoria significativa do tratamento da diabetes pode ser alcançada com um sensor implantável que monitoriza continuamente os níveis de açúcar no sangue, através de um implante que transmite os dados medidos para um aparelho extra-corporal. A responsabilidade dos exames de sangue regulares seria assim retirada do paciente, que, em vez disso, pode observar os seus níveis de glicose num dispositivo inteligente como um computador ou um smartphone.
As concentrações de glicose não precisam necessariamente de ser medidas nos vasos sanguíneos, já que também podem ser determinadas no líquido intersticial, onde os mesmos níveis prevalecem – com uma desfasagem de alguns minutos – devido à sua conexão com o sistema capilar. No entanto, o esquema de deteção enzimática de glicose usado nas tiras de teste de uso único não é adequado para implantes. Um dos principais problemas é causado pelo suplemento variável de oxigénio, pelo qual a glicose é convertida em gluconolactona e H2O2 através da atuação da glicose oxidase. Como a implantação de um sensor no corpo é acompanhada pelo crescimento de tecido de encapsulamento,  a difusão de oxigénio para a zona de reação é continuamente diminuída. Essa diminuição da disponibilidade de oxigénio faz com que a leitura do sensor se desvie, exigindo uma recalibração frequente usando picadas de dedo e tiras de teste.
Uma abordagem para alcançar a deteção de glicose a longo prazo é medir e compensar a mudança da concentração de oxigénio local. Outras abordagens substituem a problemática reação da glicose oxidase por uma reação de deteção reversível, conhecida como ensaio de afinidade. Este ensaio foi originalmente apresentado por Schultz e Sims em 1978. Vários ensaios de afinidade diferentes foram testados, sendo os ensaios fluorescentes os mais comuns. Adicionalmente, o desenvolvimento recente de sistemas micro-eletromecânicos (MEMS) permitiu a criação de alternativas menores e mais convenientes para a deteção fluorescente, por meio da medição da viscosidade. Um estudo baseado nestes sensores de afinidade mostrou ainda que o encapsulamento, provocado pelo tecido corporal que cresce em torno do implante, não causa um desvio do sinal do sensor, somente um atraso do sinal em comparação com a medição direta no sangue. O dispositivo Eversense, fabricado pela Senseonics Inc, é um novo medidor contínuo e implantável de glicose, baseado nos princípios de afinidade e detecção de fluorescência mencionados acima. Este dispositivo foi aprovado pela FDA para uma implantação de 90 dias.

## Tecnologias não invasivas
Algumas das novas tecnologias utilizadas para monitorizar os níveis de glicose no sangue não exigirão acesso ao sangue para obter o nível de glicose. Entre estas tecnologias não invasivas encontram-se a deteção de micro-ondas/RF, a detecção de infravermelhos próximos, ultrassons e espectroscopia dielétrica. Estas tecnologias podem então libertar os pacientes com diabetes de picadas no dedo para fornecer a gota de sangue para análise de glicose no sangue.
A maioria dos métodos não invasivos em desenvolvimento são métodos de monitorização contínua da glicose, que oferecem a vantagem de fornecer informações adicionais ao paciente entre a picada no dedo convencional, medições de glicose no sangue e monitorização durante períodos de tempo em que não é possível realizar a medição através de picada no dedo (por exemplo, enquanto o paciente está a dormir).

## Eficácia
Para pacientes com diabetes mellitus tipo 2, a importância da monitorização e da sua frequência ideal não são claras. Um estudo de 2011 não encontrou evidências de que a monitorização da glicemia leve a melhores resultados para estes pacientes. Adicionalmente, estudos em ensaios clínicos randomizados descobriram que a auto-monitorização da glicemia não melhorou a hemoglobina glicada (HbA1c) nos pacientes de diabetes tipo 2 com níveis deglicemia razoavelmente bem controlados e não tratados com insulina, nem levou a mudanças significativas na sua qualidade de vida.
Contudo, uma meta-análise recente de 47 ensaios clínicos randomizados, que abrangeu 7677 pacientes, mostrou que a auto-gestão da monitorização  melhora o controlo glicemico em diabéticos, com uma redução estimada de 0,36% (IC de 95%: 0,21–0,51) nos valores de hemoglobina glicada. Além disso, outro estudo recente mostrou que pacientes descritos como "diabéticos não controlados" (definidos neste estudo por níveis de HbA1C superiores a 8%) apresentam uma diminuição estatisticamente significativa nos níveis de HbA1C após um período de 90 dias de auto-monitorização de sete pontos de glicemia, com uma redução do risco relativo de 0,18% (IC de 95%: 0,86–2,64%, p<0,001).
Adicionalmente, independentemente dos valores laboratoriais ou de outros parâmetros numéricos, o objetivo do médico é melhorar a qualidade de vida e os tratamentos realizados a pacientes diabéticos. Outro estudo recente incluiu 12 ensaios clínicos randomizados e avaliou os resultados em 3259 pacientes. Os autores deste estudo concluíram por meio de uma análise qualitativa que a auto-monitorização de sete pontos de glicemia não provocou efeitos positivos na satisfação dos pacientes ou na qualidade de vida relacionada com a saúde dos mesmos. Além disso, o mesmo estudo identificou que pacientes com diabetes mellitus tipo 2, diagnosticados um ano antes do início da auto-monitorização de sete pontos e que não estavam a utilizar insulina, tiveram uma redução estatisticamente significativa da sua HbA1C de 0,3% (IC de 95% CI: -0,4 – - 0,1) aos seis meses de acompanhamento, e apenas uma redução estatisticamente insignificante de 0,1% (IC de 95%: -0,3 – 0,04) aos doze meses de acompanhamento. Por outro lado, os pacientes recém-diagnosticados tiveram uma redução estatisticamente significativa de 0,5% (IC de 95%: -0,9 – -0,1) aos doze meses de acompanhamento.
Um estudo recente descobriu ainda que uma estratégia de tratamento de redução intensa dos níveis de açúcar no sangue (abaixo deos 6%) em pacientes com fatores de risco adicionais para doenças cardiovasculares apresenta mais danos do que benefícios para a saúde dos pacientes.
Para os diabéticos tipo 2 que não usam insulina, as melhores ferramentas continuam a ser exercício físico e dieta. aA monitorização da glicemia é, neste caso, apenas uma ferramenta para avaliar o sucesso da dieta e da actividade física. Os diabéticos tipo 2 dependentes de insulina não precisam de monitorizar o açúcar no sangue com tanta frequência quanto os diabéticos tipo 1.

## Recomendações
O National Institute for Health and Clinical Excellence (NICE) no Reino Unido divulgou recomendações sobre a diabetes no dia 30 de maio de 2008, que aconselham que a auto-monitorização dos níveis de glicose plasmática para pessoas com diabetes tipo 2 recém-diagnosticado deve ser iniciado apenas após uma educação estruturada neste processo de auto-gestão. Estas recomendações foram atualizadas em Agosto de 2015 com informação relativa a crianças e jovens adultos com diabetes tipo 1.
A American Diabetes Association (ADA), que produz diretrizes para cuidados com diabetes e recomendações para a prática clínica, atualizou, em janeiro de 2019, os seus "Padrões de Cuidados Médicos" para reconhecer que a auto-gestão de rotina da glicemia em pessoas que não usam insulina é de benefício clínico limitado. Um ensaio clínico randomizado avaliou a utilização de auto-monitorização uma vez ao dia, incluindo a utilização de mensagens personalizadas para o paciente, e demostrou que essa estratégia não levou a mudanças significativas na A1C após um ano.